# Sarah Lennox
Lady Sarah Lennox (14 de Fevereiro de 1745 - 26 de Agosto de 1826) foi a mais conhecida das irmãs Lennox, filhas de Charles Lennox, 2.º Duque de Richmond.

## Primeiros Anos
Após a morte de ambos os seus pais quando tinha apenas cinco anos de idade, Lady Sarah foi educada pela sua irmã mais velha, Emily FitzGerald, Duquesa de Leinster, na Irlanda. Lady Sarah regressou a Londres quando tinha treze anos, passando a viver com outra das suas irmãs, Caroline Fox, baronesa Holland. Sendo uma favorita do rei Jorge II da Grã-Bretanha desde criança, Sarah era convidada frequente na corte e foi lá que chamou a atenção do príncipe Jorge de Gales, futuro rei Jorge III do Reino Unido, que tinha conhecido ainda criança.

## A Próxima Rainha da Grã-Bretanha?

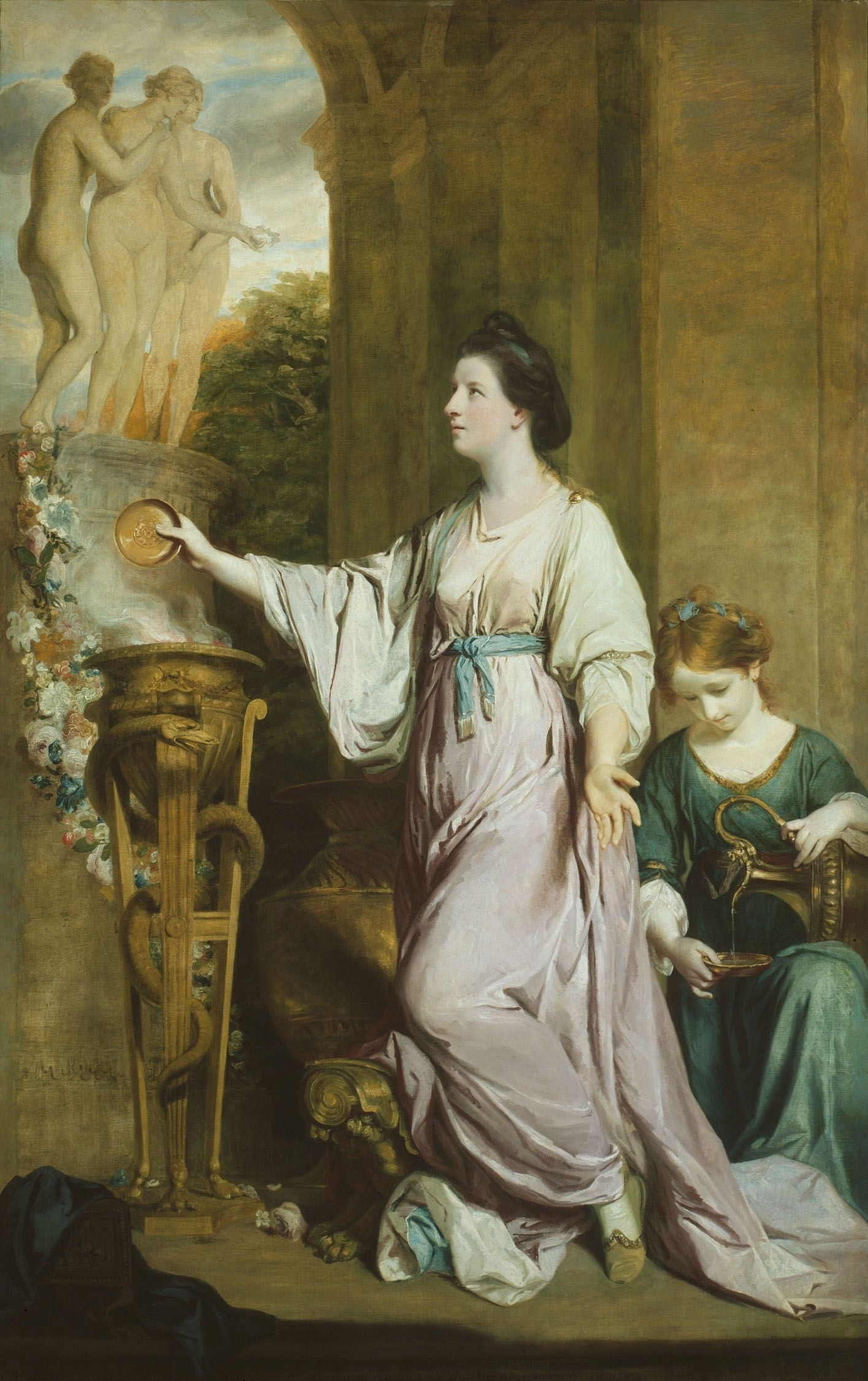
Lady Sarah entrega-se às graças em uma pintura feita por Sir Joshua Reynolds.

Quando Sarah se voltou a apresentar na corte novamente aos quinze anos de idade, o rei Jorge III do Reino Unido apaixonou-se por ela, fazendo com a família da jovem passasse a ambicionar que Sarah se tornasse rainha consorte britânica. O novo rei acabaria por ser dissuadido desta ideia, em grande parte devido a essa mesma ambição. Lady Sarah também começava a nutrir sentimentos por Lord Newbattle, neto de William Kerr, 3.º Marquês de Lothian. Apesar de a sua família a ter convencido a afastar-se de Newbattle, o enlace real também foi desencorajado pelos conselheiros do rei, principalmente por John Stuart, 3.º Conde de Bute, que temia perder a sua influência para Henry Fox, 1.º Barão Holland, o cunhado de Lady Sarah. Lord Bute saiu vitorioso e Jorge convidou Lady Sarah para ser uma das damas-de-honra no seu casamento com a duquesa Carolina de Mecklenburg-Strelitz. Lady Sarah terá dito a uma amiga: "Felizmente para mim, não o amava, apenas gostava dele".

## Casamentos e Descendência
Lady Sarah recusou uma proposta de casamento de James Hay, 15.º Conde de Erroll.
No dia 02 de Junho de 1762, Sarah se casou com Charles Bunbury, filho mais velho do reverendo Sir William Bunbury, 5.º Baronete, em uma cerimônia ocorrida na Capela de Holland House, localizada em Kensington na cidade de Londres. O seu novo marido, que era conhecido pela sua paixão por corridas de cavalos e era considerado muito convencido, sucedeu o seu pai como sexto baronete em 1763. Não demorou para o casamento começar a ter problemas e o comportamento de Sarah (que incluía adultério e jogos) fez com que ganhasse uma má reputação. Deixou o seu marido em Fevereiro de 1769, depois de dar à luz a sua filha Louisa Bunbury, e fugiu com o seu primo e pai biológico de Louisa, William Gordon, o segundo filho do duque de Gordon. O Parlamento do Reino Unido finalmente concedeu o divórcio a Sarah no dia 14 de Maio de 1776, baseando a sua decisão nas acusações de adultério.

Sarah acabaria por encontrar a felicidade junto de um oficial do exército empobrecido chamado George Napier. Casaram-se no dia 27 de Agosto de 1781 e tiveram oito filhos:
- General Sir Charles James Napier GCB (10 de Agosto de 1782 – 1853)
- Emily Louisa Augusta Napier (1783 – 1863), casada com Sir Henry Bunbury, 7.º Baronete.
- Tenente-General Sir George Thomas Napier KCB (1784 – 1855)
- Tenente-General Sir William Francis Patrick Napier KCB (17 de Dezembro de 1785 – 12 de Fevereiro de 1860)
- Richard Napier (1787 – 1868)
- Capitão Henry Edward Napier RN (5 de Março de 1789 – 13 de Outubro de 1853)
- Caroline Napier (1790 - 1810)
- Cecilia Napier (1791 - 1808)

## Cultura Popular
Em 1999, houve uma mini-série de seis episódios baseada na vida de Sarah Lennox e das suas irmãs chamada Aristocrats. Sarah foi interpretada pela actriz Jodhi May.